# Johann Gottfried Bernhard Bach
Johann Gottfried Bernhard Bach (Weimar, 1715. május 11. – Jéna, 1739. május 27.) német orgonista, Johann Sebastian Bach negyedik fia.
A lipcsei Tamás-templomban tanult; zenei oktatásban az apjától részesült. Orgonista volt Mülhausenben 1735. júniustól 1737. februárig, majd egy év múlva Sangerhausenben. 1738-ban ismeretlen okból felmondta állását. 1739. januárban beiratkozott Jénában a jogi egyetemre. 24 évesen meghalt.